# Maîtresses pieuses de la Vierge des Douleurs
Les maîtresses pieuses de la Vierge des Douleurs (en latin : Congregatio Magistrarum Piarum a Beata Maria Virgine Perdolente) sont une congrégation religieuse féminine enseignante de droit pontifical.

## Historique
Les origines de la congrégation remontent à 1818, lorsque le père Jacques Gabellini, curé de Monte Tauro, près de Coriano,fait  appel à Prudence Uccellini pour s'occuper de l'éducation des jeunes du village mais elle décède un an plus tard. L'œuvre est ensuite confiée à des religieuses isolées chassées par leurs monastères lors de suppressions napoléoniennes ; sous la direction de la clarisse Agnès Fattiboni, elles tentent de confier la maison de Coriano aux canossiennes mais bien que Madeleine de Canossa visite personnellement le site, les négociations n'aboutissent pas.
En 1828, sœur Agnès retourne au monastère et la direction de l'école passe à Élisabeth Renzi (1786-1859), considérée comme la fondatrice de la congrégation. Le 10 décembre 1830, Ottavio Zollio, évêque de Rimini, donne à la communauté les règles des pieuses maîtresses filippini déjà approuvés par le pape Clément XI et le nom de maîtresses pieuses de la Vierge des Douleurs, des branches sont bientôt établies à Sogliano al Rubicone ,Roncofreddo, Faenza, Savignano, Cotignola et Mondaino. 
La congrégation est canoniquement érigée le 22 août 1839 par Mgr Gentilini, évêque de Rimini, et obtient le décret de louange le 25 mars 1902, ses constitutions religieuses sont définitivement approuvées par le Saint-Siège le 14 décembre 1902. L'institut est agrégé à l'ordre des Servites de Marie en 1934 et de nouveau le 12 février 1964. 

## Activités et diffusion
Les sœurs de la Mère des Douleurs se consacrent principalement à l'enseignement.
Elles sont présentes en : 
- Europe : Italie.
- Amérique : Brésil, États-Unis, Mexique.
- Afrique : Zimbabwe.
- Asie : Bangladesh.

La maison généralice est à Rome.
En 2014, la congrégation comptait 262 sœurs dans 46 maisons.